# Cyperus pilosus
Cyperus pilosus är en halvgräsart som beskrevs av Vahl. Cyperus pilosus ingår i släktet papyrusar, och familjen halvgräs. IUCN kategoriserar arten globalt som livskraftig. Inga underarter finns listade i Catalogue of Life.